# Lijst van voetbalinterlands Argentinië - Polen
Deze lijst van voetbalinterlands is een overzicht van alle officiële voetbalwedstrijden tussen de nationale teams van Argentinië en Polen. De landen speelden tot op heden twaalf keer tegen elkaar. De eerste ontmoeting, een vriendschappelijke wedstrijd, werd gespeeld in Buenos Aires op 11 juni 1968. Het laatste duel, een groepswedstrijd tijdens het Wereldkampioenschap voetbal 2022, vond plaats op 30 november 2022 in Doha (Qatar).

## Wedstrijden
| №  | Plaats       | Datum            | Competitie        | Wedstrijd          | Uitslag |
| -- | ------------ | ---------------- | ----------------- | ------------------ | ------- |
| 1  | Buenos Aires | 11 juni 1966     | Vriendschappelijk | Argentinië – Polen | 1 – 1   |
| 2  | San Martín   | 17 december 1968 | Vriendschappelijk | Argentinië – Polen | 1 – 0   |
| 3  | Stuttgart    | 15 juni 1974     | WK 1974           | Argentinië – Polen | 2 – 3   |
| 4  | Chorzów      | 24 maart 1976    | Vriendschappelijk | Polen – Argentinië | 1 – 2   |
| 5  | Buenos Aires | 29 mei 1977      | Vriendschappelijk | Argentinië – Polen | 3 – 1   |
| 6  | Rosario      | 14 juni 1978     | WK 1978           | Argentinië – Polen | 2 – 0   |
| 7  | Buenos Aires | 12 oktober 1980  | Vriendschappelijk | Argentinië – Polen | 2 – 1   |
| 8  | Buenos Aires | 28 oktober 1981  | Vriendschappelijk | Argentinië – Polen | 1 – 2   |
| 9  | Calcutta     | 17 januari 1984  | Vriendschappelijk | Argentinië – Polen | 1 – 1   |
| 10 | Buenos Aires | 26 november 1992 | Vriendschappelijk | Argentinië – Polen | 2 – 0   |
| 11 | Warschau     | 5 juni 2011      | Vriendschappelijk | Polen – Argentinië | 2 – 1   |
| 12 | Doha         | 30 november 2022 | WK 2022           | Polen – Argentinië | 0 − 2   |

## Samenvatting
| Competitie        | Totaal gespeeld | Winst Argentinië | Gelijk | Winst Polen | Doelsaldo Argentinië – Polen |
| ----------------- | --------------- | ---------------- | ------ | ----------- | ---------------------------- |
| WK-eindronde      | 3               | 2                | 0      | 1           | 6 − 3                        |
| Vriendschappelijk | 9               | 5                | 2      | 2           | 14 − 9                       |
| Totaal            | 12              | 7                | 2      | 3           | 20 − 12                      |

Wedstrijden bepaald door strafschoppen worden, in lijn met de FIFA, als een gelijkspel gerekend.

## Details

### Tweede ontmoeting
| Vriendschappelijk (San Martín, Argentinië, 17 december 1968): |              | |
| Argentinië | 1 – 0        | Polen |
| Raúl Savoy 36' (pen.) | goals        | |
| José María Minella | bondscoach   | Ryszard Koncewicz |
| Edgardo Andrada Oscar Malbernat Aurelio Pascuttini Roberto Rogel Armando Ovide Alberto Tarvido Roberto Aguirre Raúl Savoy 75' Hugo Minitti Manuel Silva Roque Avallay 46'            | opstellingen | Jan Gomola Zygmunt Anczok Bolesław Szadkowski Jan Wraży Adam Musiał Zygfryd Szołtysik Erwin Wilczek Bernard Blaut 46' Kazimierz Deyna Janusz Żmijewski Robert Gadocha |
| Rodolfo Fischer 46' Jorge Olmedo 75' | wissels      | 46' Jerzy Sadek |
| | rode kaarten | 85' Bernard Blaut |
| - Doelman Edgardo Andrada (Argentinië) stopt strafschop van Kazimierz Deyna in de 27ste minuut. - Debuut van Bolesław Szadkowski (Łódzki KS) en Jan Wraży (GKS Katowice) voor Polen. |              | |

### Negende ontmoeting
| Vriendschappelijk (Calcutta, India, 17 januari 1984): |              | |
| Polen | 1 – 1        | Argentinië |
| Andrzej Buncol 84' | goals        | 51' José Daniel Ponce |
| Antoni Piechniczek | bondscoach   | Carlos Bilardo |
| Józef Młynarczyk Krzysztof Pawlak Józef Adamiec Roman Wójcicki Jan Jalocha Andrzej Buncol Wlodimierz Ciolek Czeslaw Jakolcewicz Miroslaw Okoñski Dariusz Dziekanowski Wlodzimierz Smolarek | opstellingen | Nery Pumpido Ricardo Aguero Oscar Garré Julián Camino Ricardo Giusti Héctor Cúper 46' Alberto Marcico Carlos Arregui Ricardo Gareca 46' José Daniel Ponce Jorge Burruchaga |
| | wissels      | 46' Victor Ramos 46' Rubén Darío Insúa |
| Włodzimierz Smolarek ??' | gele kaarten | |

### Tiende ontmoeting
| Vriendschappelijk (Buenos Aires, Argentinië, 26 november 1992): |              | |
| Argentinië | 2 – 0        | Polen |
| Néstor Craviotto 22' Ramón Medina Bello 54' | goals        | |
| Alfio Basile | bondscoach   | Andrzej Strejlau |
| Luis Islas Néstor Craviotto Oscar Ruggeri Sergio Vázquez Ricardo Altamirano José Luis Villareal 78' Fernando Redondo Diego Simeone Leonardo Rodríguez 78' Ramón Medina Bello 78' Alberto Acosta | opstellingen | Aleksander Kłak Marcin Jałocha Tomasz Wałdoch Tomasz Łapiński Piotr Świerczewski Andrzej Kobylański Jerzy Brzęczek Piotr Jegor 46' Adam Fedoruk 85' Tomasz Cebula Wojciech Kowalczyk |
| Néstor Gorosito 78' Diego Cagna 78' Julio Zamora 78' | wissels      | 46' 49' Ryszard Czerwiec 49' Grzegorz Mielcarsk 85' Kazimierz Węgrzyn |
| | gele kaarten | ??' Jerzy Brzęczek ??' Tomasz Cebula |
| - Debuut van Piotr Świerczewski (GKS Katowice) voor Polen. |              | |

### Elfde ontmoeting
| Vriendschappelijk (Warschau, Polen, 5 juni 2011):                                            |       |                 |
| Polen                                                                                        | 2 – 1 | Argentinië      |
| Adrian Mierzejewski 26' Paweł Brożek 67'                                                     | goals | 47' Marco Rubén |
| - Debuut van Marco Rubén, Pablo Piatti, Jonathan Cristaldo en Mauro Fórmica voor Argentinië. |       |                 |